# Palaus

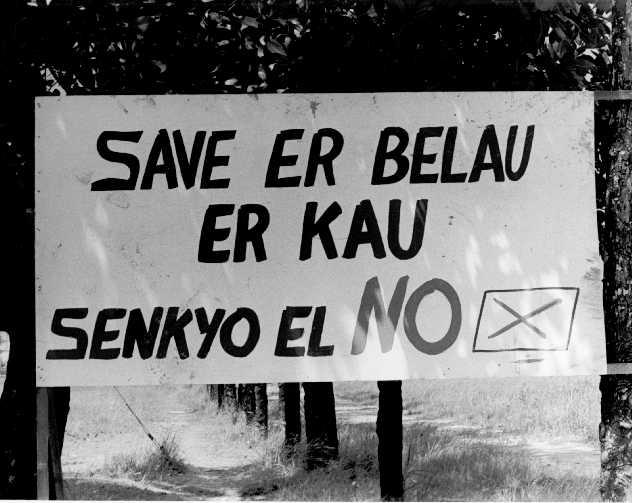
Verkiezingsoproep in het Palaus

Palaus, bijwijlen aangeduid met Belauaans of Palauaans, is een Austronesische taal die gesproken wordt op Palau en het Amerikaanse territorium Guam. Er zijn wereldwijd ongeveer 17 000 Palaustaligen, waarvan de overgrote meerderheid in Palau, en een kleine minderheid in Guam leeft. Het Palaus geldt als een isolaat binnen de Malayo-Polynesische talen; in tegenstelling tot het Tobiaans en Sonsorolees, de twee overige inheemse talen, is het dus geen Micronesische taal.
Het Palaus is een van de officiële talen (naast Engels en Japans) op Palau.